# Christophe Blain
Christophe Blain (ur. 10 sierpnia 1970 w Argenteuil) – francuski twórca komiksów (rysownik, scenarzysta), ilustrator. Dwukrotny laureat Nagrody za najlepszy komiks na Międzynarodowym Festiwalu Komiksu w Angoulême. W roku 2002 za Pirata Izaaka. Tom 1. Ameryki oraz w 2013 za Kroniki dyplomatyczne. Tom 2 (scenariusz: Christophe Blain, Abel Lanzac). W roku 2019 nakładem wydawnictwa Dargaud ukazał się tom Amertume Apache, pierwsza część dyptyku przygotowanego przez Blaina i Sfara w ramach serii Blueberry. 

### Komiksy (wybór)
- Reduktor prędkości (1999). Wydanie polskie: Egmont Polska 2009[2]
- Pirat Izaak:

1. Ameryki (Les Amériques, 2001).
2. Lody (Les Glaces, 2002).
3. Olga (Olga, 2002).
4. La Capitale (2004).
5. Jacques (2005).

Wydanie polskie: trzy pierwsze tomy w integralu, Egmont Polska 2008
- Sokrates półpies (scenariusz: Joann Sfar):

1. Herakles (Héraclès, 2002).
2. Ulisses (Ulysse, 2004).
3. Edyp w Koryncie (Œdipe à Corinthe, 2009).

Wydanie polskie: integral, Wydawnictwo Komiksowe 2015
- Gus:

1. Nathalie, 2007.
2. Beau Bandit, 2008.
3. Ernest, 2008.
4. Happy Clem, 2017.

- Kroniki dyplomatyczne (scenariusz: Christophe Blain, Abel Lanzac):

1. Le Conseiller, 2010.
2. Chroniques diplomatiques, 2011.

Wydanie polskie: integral, timof comics 2015
- La Fille (współpraca: Barbara Carlotti, muzyka, piosenki), 2013
- Blueberry (scenariusz: Joann Sfar, Christophe Blain):

1. Amertume Apache, 2019.
2. Les Hommes de non-justice (w przygotowaniu).

## Adaptacje
W  2013 roku odbyła się premiera filmowej adaptacji Kronik dyplomatycznych w reżyserii Bertranda Taverniera. Film nosi tytuł Quai d’Orsay (w polskiej wersji Francuski minister).